# Golem Grad

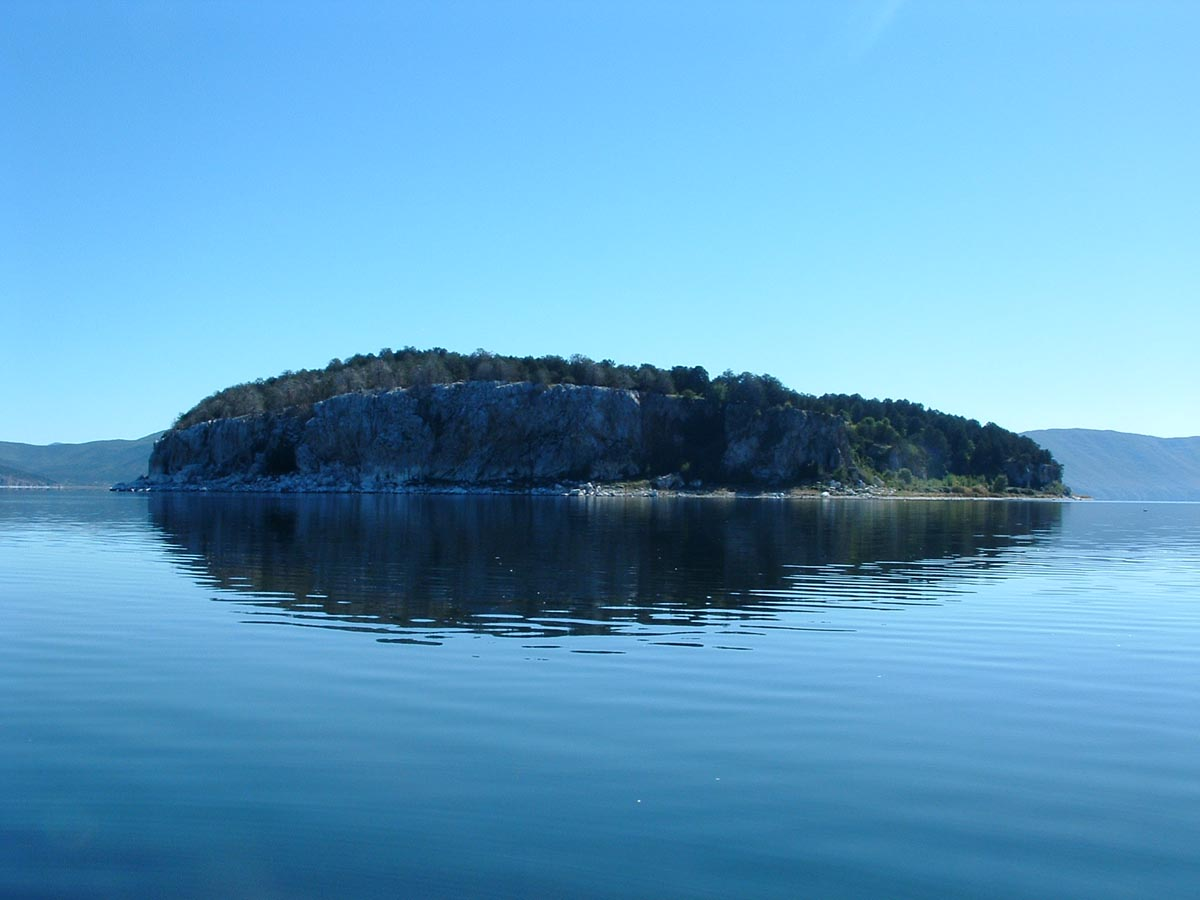
Golem Grad

Golem Grad (macedônio: Голем Град), significando "Grande Cidade", também conhecida como "Ilha das Serpentes", é uma ilha da República da Macedónia. A ilha abrange uma área de 18 hectares. Está localizado no Lago Prespa, a poucos quilômetros do território grego e albanês. Golem Grad é sede de várias antigas ruínas e igrejas. Também é o habitat de diferentes comunidades de animais, principalmente cobras. Em agosto de 2008, a ilha foi aberta para turistas.

## Descrição
Golem Grad tem uma área de 18 hectares e tem 600 m de comprimento e 350 m de largura. A ilha está desabitada e tem sido assim há séculos. A ilha só pode ser alcançada de barco. A vila de Konjsko é a que se encontra mais próxima da ilha, com cerca de 2 km de distância separados por água.